# V424 Возничего
V424 Возничего (лат. V424 Aurigae), HD 35132 — тройная звезда в созвездии Возничего на расстоянии (вычисленном из значения параллакса) приблизительно 1977 световых лет (около 606 парсеков) от Солнца.
Пара первого и второго компонентов (CCDM J05240+3238A) — двойная затменная переменная звезда типа Беты Лиры (EB). Видимая звёздная величина звезды — от +8,48m до +8,31m. Орбитальный период — около 1,837 суток.

## Характеристики
Первый компонент — бело-голубая звезда спектрального класса B9 или B7V. Светимость — около 136,36 солнечных. Эффективная температура — около 9353 K.
Второй компонент — бело-голубая звезда спектрального класса B.
Третий компонент (CCDM J05240+3238B). Видимая звёздная величина звезды — +8,9m. Удалён на 0,2 угловой секунды.